# الحرب اللوسيتانية

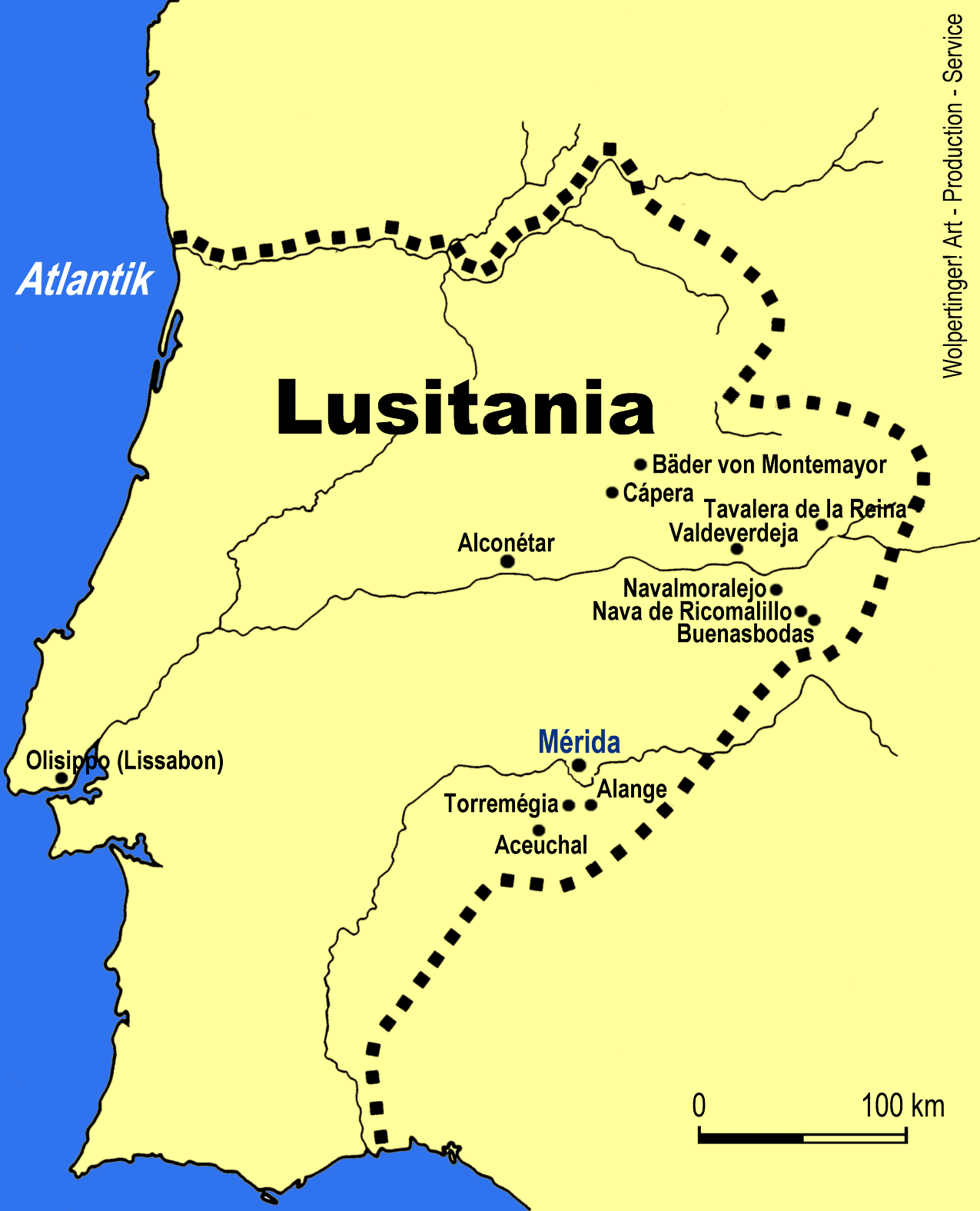
خرائط لوسيتانيا

الحرب اللوسيتانية، والمعروفة في اليونان باسم حرب النار، هي حرب مقاومة خاضتها القبائل اللوسيتانية من منطقة هيسبانيا أوليتير ضد الفيالق المتقدمة للجمهورية الرومانية في الفترة من 155 إلى 139 قبل الميلاد. ثار اللوسيتانيون في عام 155 قبل الميلاد، ومرة أخرى جرى إخمادها في عام 146 قبل الميلاد. في عام 154 قبل الميلاد، بدأ السلتيأيبيرون حربًا طويلة في هسبانيا سيتيريور، عُرفت كذلك باسم حرب نومانتين. استمرت الحرب حتى عام 133 وكانت حدثًا هامًا ساهم في دمج المنطقة التي أصبحت تُعرف بالبرتغال مع الدول الناطقة باللغة الرومانية واللاتينية.

## السياق التاريخي
على الرغم من ذلك، فإن بلاد لوسيتانيا الواقعة شمال نهر تاجه هي أعظم الدول الأيبيرية، وهي الأمة التي شن الرومان الحرب ضدها لأطول فترة.
-سترابو
في أعقاب الحرب البونيقية الثانية، هزمت الجمهورية الرومانية الحضارة القرطاجية التي امتلكت مستعمرات في ساحل البحر الأبيض المتوسط من شبه الجزيرة الأيبيرية. مثّل ذلك التوغل الأول للجمهورية الرومانية في شبه الجزيرة وربما الاشتباك الأول بين اللوسيتانيين والرومان، إذ قاتل اللوسيتانيون، خلال الحروب البونيقية، كمرتزقة لصالح الحضارة القرطاجية.
في عام 194 قبل الميلاد، اندلعت حرب بين الرومان واللوسيتانيين، الذين كانوا شعبًا مستقلًا ذاتيًا. بحلول عام 179 قبل الميلاد، تمكن الرومان من تهدئة المنطقة ووقعوا معاهدة سلام.

## من بونيكوس إلى معاهدة السلام في أتيليوس (155 قبل الميلاد - 152 قبل الميلاد)
اندلعت الحرب اللوسيتانية في عام 155، عندما هاجم بونيكوس بعض الأراضي المجاورة التي تعود ملكيتها إلى الرعايا الرومان. خلال هذه الغارة، قتل اللوسيتانيون 6000 من الرومان، بما في ذلك الكويستور تيرايسوس فارو. عقب هذا الانتصار الأول، تحالف اللوسيتانيون مع الفيتونيين وفرضوا معًا حصارًا على البلاستوفينيين، وهي مستوطنة فينيقية خضعت لحكم روما. خلال هذا الحصار، قُتل بونيكوس ثم خلفه قيصر.
أُرسِل موميوس من روما لمحاربة قيصر. تعرض قيصر للهزيمة في بادئ الأمر، إلا أنه تمكّن من تغيير مجرى الحرب أثناء هروبه، ما أسفر عن مقتل 9000 من الرومان. أخذ موميوس ما تبقى من جنوده والبالغ عددهم 5000 ودربهم في المخيم. تمكن موميوس من مهاجمة اللوسيتانيين في وقت لاحق على حين غرة، ما أسفر عن قتل عدد كبير منهم.
قاد كاوسينوس اللوسيتانيين الموجودين على الجانب الآخر من نهر تاجه وغزا شعب كوني، الذي كان خاضعًا لروما، وأسر كونيستورجيس. شنّ بعض اللوسيتانيين غارة على شمال أفريقيا، وفرضوا حصارًا على مدينة تدعى أوسيل. تبع موميوس اللوسيتانيين إلى أفريقيا، وتمكن من هزيمة المتمردين اللوسيتانيين وإنهاء حصار أوسيل. بهذا النصر، عاد موميوس إلى روما في موكب احتفال نصر روماني.
خلَف ماركوس أتيليوس موميوس، وحارب اللوسيتانيين وقتل منهم 700 رجل واستولى على أكبر مدنهم، أوكسثراكاي. أرعب ذلك القبائل المجاورة (بما في ذلك الفيتونيين)، ووضعت شروطًا للاستسلام.

## الغارة اللوسيتانية الثانية وخيانة غالبا (152 قبل الميلاد - 150 قبل الميلاد)
خلال شتاء عام 152 قبل الميلاد، تمرد اللوسيتانيون مجددًا، وحاصروا بعض الرعايا الرومان. سارع سيرفيوس غالبا، خليفة أتيليوس، لإنقاذهم. عقب انتصار أولي، تعرض غالبا للهزيمة أثناء محاولته ملاحقة القوات اللوسيتانية الفارة. قُتل نحو 7000 من الرومان ولجأ غالبا إلى مستوطنة تدعى كارمون. أعاد غالبا تجميع قواته وقضى فصل الشتاء في كونيستورجيس. قضى لوسولس فصل الشتاء في ترديتانيا، وعندما علم باقتراب اللوسيتانيين، بدأ بمهاجمة اللوسيتانيين القريبين وقتل منهم 4000 رجل، ثم هاجم أولئك الذين عبروا المضايق بالقرب من غاديس وقتل 1500 آخرين منهم، ثم انطلق لغزو لوسيتانيا. شارك غالبا في غزو لوسيتانيا.
في عام 150، وفي اعقاب غزو لوسولس وغالبا، أرسل اللوسيتانيون سفراء إلى غالبا لتجديد المعاهدة التي أبرموها مع أتيليوس في عام 152 قبل الميلاد. تظاهر غالبا بموافقته على الهدنة، ووعد اللوستيانيين بالأراضي الخصبة. اجتمع اللوسيتانيون، في أعقاب الأخبار السارة التي نقلها السفراء لهم، في مكان حدده غالبا وانقسموا إلى ثلاث مجموعات. اقترب غالبا من كل مجموع على حدة، وأمر اللوسيتانيين هناك بإلقاء أسلحتهم وذبحهم. هرب عدد قليل من اللوسيتانيين.